# Anna Rossinelli
Anna Rossinelli (Basilea, 20 d'abril 1987) és una cantautora suïssa, cantant del trio Anne Claire.
L'11 de desembre 2010 va guanyar la final suïssa de les seleccions per a Festival de la Cançó d'Eurovisió (Die grosse Entscheidungs Show) amb la canço In Love for a While escrita per David Klein i per tan va tenir l'oportunitat de representar el seu país al Festival de la Cançó d'Eurovisió 2011 a Düsseldorf, Alemanya.
El 10 de maig de 2011, durant la semifinal de la competició, Anna Rossinelli classifica Suïssa per a la final, per primera vegada des del 2006. Tot i això, ocupa la 25a i l'última posició de la final.